# آلبرت هیزلر
آلبرت هیزلر (انگلیسی: Albert Hyzler؛ زاده ۲۰ نوامبر ۱۹۱۶ – درگذشته ۲۶ اکتبر ۱۹۹۳) یک سیاست‌مدار اهل مالت بود. وی از دسامبر ۱۹۸۱ تا فوریه ۱۹۸۲ رئیس‌جمهور این کشور بود.